# Liste der Stolpersteine in Hamburg-Marmstorf
Die Liste der Stolpersteine in Hamburg-Marmstorf enthält alle Stolpersteine, die im Rahmen des gleichnamigen Kunst-Projekts von Gunter Demnig in Hamburg-Marmstorf verlegt wurden. Mit ihnen soll Opfern des Nationalsozialismus gedacht werden, die in Hamburg-Marmstorf lebten und wirkten.
Diese Seite ist Teil der Liste der Stolpersteine in Hamburg, da diese mit insgesamt 7139 (Stand: März 2025) Steinen zu groß würde und deshalb je Stadtteil, in dem Steine verlegt wurden, eine eigene Seite angelegt wurde.
| Adresse         | Person(en)    | Inschrift | Bilder | Anmerkung                            |
| --------------- | ------------- | --- | ------ | ------------------------------------ |
| Hülsenstieg 5 · | Paul Jungmann | Hier wohnte Paul Jungmann Jg. 1905 im Widerstand verhaftet 1934 1935 Zuchthaus Celle 1943 Strafbataillon 999 ??? |        | Eintrag auf stolpersteine-hamburg.de |